# یواس‌اس اسکریبنر (ای‌پی‌دی-۱۲۲)
یواس‌اس اسکریبنر (ای‌پی‌دی-۱۲۲) (به انگلیسی: USS Scribner (APD-122)) یک کشتی بود که طول آن ۳۰۶ فوت (۹۳ متر) بود. این کشتی در سال ۱۹۴۴ ساخته شد.